# Владимирская ТЭЦ-1
Владимирская ТЭЦ-1 — старейшая теплоэлектроцентраль Владимирской области, располагавшаяся в городе Владимире и входившая в состав Владимирского филиала ОАО «ТГК-6».

## История и Деятельность
Владимирская ТЭЦ-1 была торжественно заложена 7 ноября 1926 года. В эксплуатацию станция была введена декабре 1928 года, а в начале 1935 года встала под нагрузку ВЛ-110 кВ «Владимир—Ковров».
В 1962 году была проведена реконструкция ТЭЦ с переводом её топлива с кускового торфа на природный газ. В 1964—1967 годах структурные подразделения Владимирской ТЭЦ-1: теплосиловой цех и цех тепловых сетей — вошли в состав цехов вновь построенной Владимирской ТЭЦ-2.